# Alibertia theobromae
Alibertia theobromae är en stekelart som beskrevs av Jean Risbec 1951. Alibertia theobromae ingår i släktet Alibertia och familjen finglanssteklar.
Artens utbredningsområde är Elfenbenskusten. Inga underarter finns listade i Catalogue of Life.